# Uno (karetní hra)
Uno je americká karetní hra pro 2–10 hráčů, kterou vymyslel v roce 1971 holič Merle Robbins z Readingu v americkém Ohiu. Hra měla velký úspěch a rozšířila se do většiny světa. Nyní ji vydává v karetním podání firma Mattel a pro počítače Ubisoft. Hra je velmi podobná české hře Prší nebo německé Mau Mau, na rozdíl od nich se však hraje se speciálním balíčkem karet.

## Pravidla

### Karty

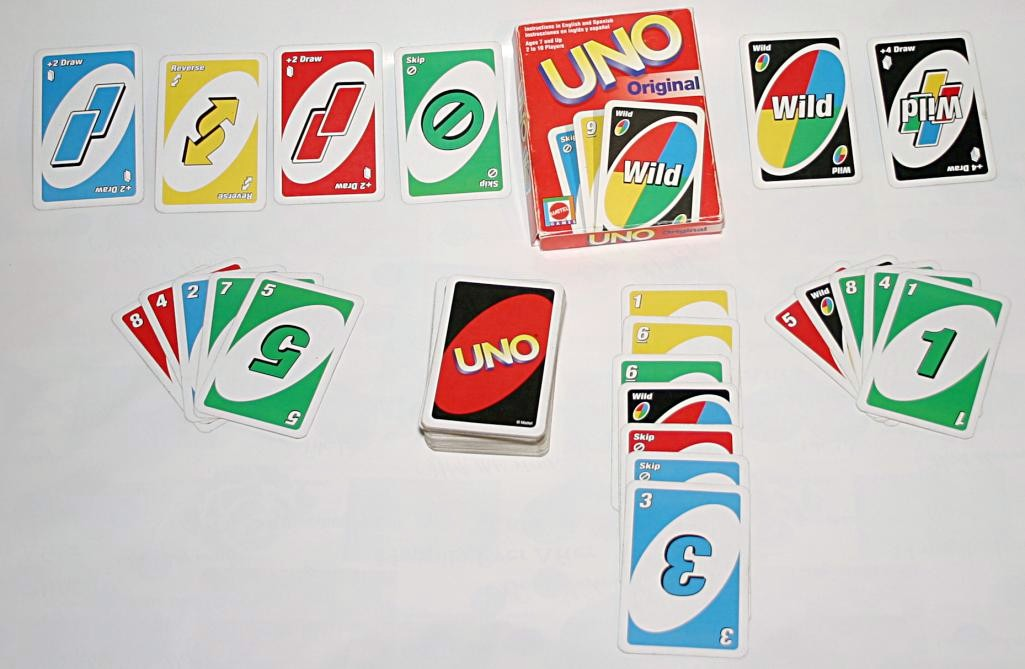
UNO karty v angličtině

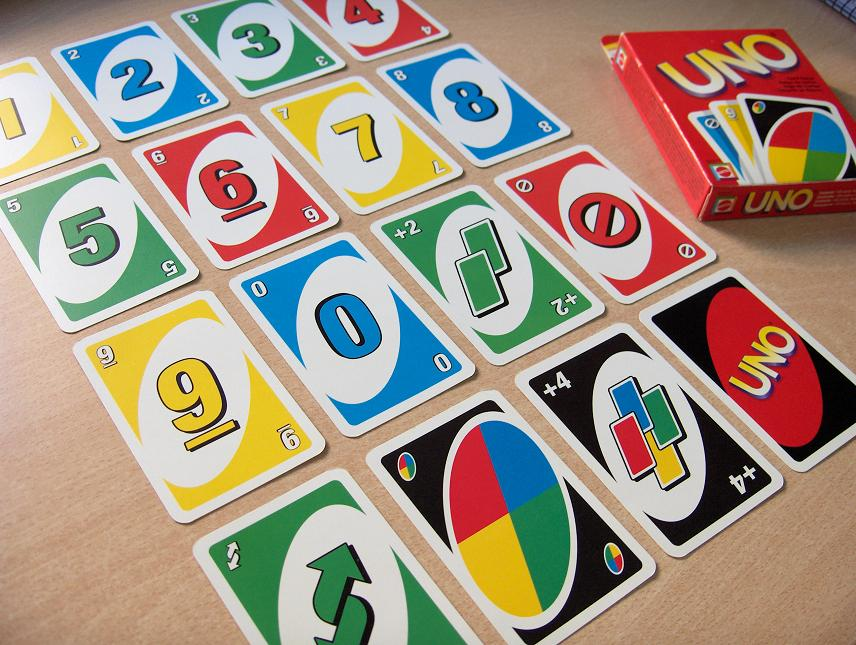
UNO karty mezinárodní

Balíček se skládá ze 108 karet. Mezi nimi je 100 karet rozdělených do čtyř barev (červená, modrá, žlutá a zelená). V každé barvě je 25 karet, z toho 19 číselných (označených číslicemi 0 až 9), 2 akční karty „táhni 2“, 2 akční karty „obrácení“ a 2 akční karty „skok“. Mezi zbývajícími 8 kartami jsou 4 „divoké karty“ a 4 „divoké karty: táhni 4“. Karta s číslem 7 – hráč, který vlastní kartu, si může vyměnit karty s jiným hráčem; pokud nechce, hraje dál.
Karta s číslem 0 - jakmile je zahrána tato karta hráči si svoje karty vymění po směru ve kterém se zrovna hraje. 
Před hrou se losem zvolí hráč, který bude rozdávat (každý hráč táhne kartu z balíčku a kdo vytáhl nejvyšší číslo, rozdává – pokud si někdo vytáhne akční kartu, táhne další). Zvolený hráč zamíchá balíček a každému hráči rozdá 7 karet. Pak otočí vrchní kartu z balíčku lícem nahoru a položí ji na stůl jako základ odhazovací hromádky, na kterou budou hráči odhazovat své karty. Zbytek karet představuje tahací balíček, z něhož budou hráči tahat karty v průběhu hry.

### Průběh hry
Začíná hráč po levice rozdávajícího, pak se pokračuje ve směru hodinových ručiček. Ve svém tahu hráč může odhodit na odhazovací hromádku kartu z ruky, která má stejnou barvu nebo číselnou hodnotu (u
číselných karet) nebo symbol (u akčních karet) jako vrchní karta na odhazovací hromádce. V unu se hraje na tzv. vracečku. To znamená, že když hráč ukončí hru kartou, která značí že si má hráč vzít 2 karty a protihráč dá stejnou kartu, tak se hraje dále. Pokud takovou kartu nemá nebo ji nechce odhodit, táhne do ruky vrchní kartu z tahacího balíčku. Je-li tuto kartu podle pravidel možné zahrát, hráč to může udělat, ale po tažení karty již hráč nesmí odehrát kartu, kterou měl v ruce už předtím. Pak hraje další hráč.
Akční a divoké karty mají speciální význam ve chvíli, kdy je někdo zahraje nebo když jsou odkryty po rozdání jako první karta odhazovací hromádky:
- Táhni 2: následující hráč namísto svého tahu táhne 2 vrchní karty z balíčku.
- Obrácení: obrátí se směr hry, tedy pokud hráči hráli po směru hodinových ručiček, po odehrání této karty budou hrát proti směru a naopak. Po hráči, který odehrál tuto kartu, tedy bude na tahu vždy hráč, který hrál před ním. Je-li tato karta odkryta na začátku hry, začíná hru rozdávající a hra pak pokračuje proti směru hodinových ručiček.
- Skok: následující hráč přeskočí svůj tah. Je-li odkryta na začátku hry, hráč po levici rozdávajícího je přeskočen a hru začíná až hráč, který je po jeho levici. Dá se použít jako blok +2 a +4.
- Divoká karta: může být zahrána na libovolnou kartu. Hráč, který ji zahrál, zvolí jednu z herních barev. Další hráč pak musí zahrát kartu zvolené barvy (nebo divokou). Je-li odkryta na začátku hry, volí barvu hráč, který začíná.
- Divoká karta „táhni 4“: může být zahrána na libovolnou kartu. Hráč, který ji zahrál, zvolí jednu z herních barev. Další hráč pak musí namísto svého tahu táhnout 4 karty z balíčku a následující hráč po něm musí zahrát kartu zvolené barvy (nebo divokou). Pokud má hráč na něhož je nahrána “Divoká 4” ve svém balíčku také “Divokou táhni 4” může ji vyhodit. Následující hráč si potom bere z balíčku 8. Na “Divokou kartu táhni 4” nesmí být vhozená “Táhni 2” naopak to ale lze- na “Táhni 2” lze vyhodit “Divokou táhni 4”. Tato karta nesmí být počáteční – je-li odkryta na začátku hry, zamíchá se do balíčku a vytáhne se jiná karta.

Zahraje-li někdo kartu „divoká karta: táhni 4“, pak ho následující hráč (ten, který má táhnout 4 karty) může vyzvat, aby mu ukázal své karty v ruce. Pokud zjistí, že hráč, který zahrál tuto divokou kartu, má na ruce kartu stejné barvy jako poslední zahraná, pak si ji onen hráč musí vzít zpět a za trest táhne 4 karty. Pokud však byla „divoká karta: táhni 4 karty“ zahrána oprávněně, pak následující hráč za trest táhne ještě 2 další karty (tedy celkem 6 karet – 4 za divokou kartu a 2 za trest).
Jestliže hráč zahrál svou předposlední kartu, musí říci slovo „Uno“ (italsky „jedna“) ještě předtím, než se zahraná karta dotkne odhazovací hromádky  Pokud na to zapomene, někdo jiný si toho všimne a řekne „Uno“ dříve, než další hráč začne svůj tah (táhne kartu z balíčku nebo vezme kartu z ruky, aby ji zahrál), onen hráč musí za trest táhnout 2 karty.

### Vítězství
Vítězem hry se stává hráč, který se jako první zbaví všech karet. Ten získává tolik bodů, kolik bodů mají celkem karty, které ostatním hráčům zůstaly v rukou. Při bodování mají číselné karty hodnotu tolika bodů, jaké je na nich číslo, akční karty „táhni 2“, „obrácení“ a „skok“ jsou za 20 bodů, „divoké karty“ a „divoké karty: táhni 4“ jsou za 50 bodů. Celkovým vítězem se stává hráč, který jako první získá 500 bodů.
Alternativní metodou bodování je přičítat každému hráči kromě vítěze body za karty, které zůstaly v ruce jemu samotnému. Hraje se pak do chvíle, než někdo získá stanovený počet bodů. Vítězem je pak ten, kdo získal nejméně bodů.

### Varianty
Následující varianty nejsou obsaženy v oficiálních pravidlech
- Nemůže-li hráč zahrát kartu, musí tahat karty tak dlouho, než najde kartu, kterou může zahrát.
- Je-li na začátku hry odkryta jiná než číselná karta, odkrývá se další karta, dokud se nenajde číselná.
- Je-li zahrána tahací karta („táhni 2“ nebo „divoká: táhni 4“), následující hráč může namísto tažení karet zahrát kartu „táhni 2“ stejné barvy, pokud ji má; podobně smí zahrát kartu „divoká: táhni 4“.
- Hráč musí ukončit hru číselnou kartou. Má-li poslední kartu jinou než číselnou, musí táhnout kartu.
- Hráč může zahrát více karet se stejným číslem v jednom tahu.
- Je-li zahrána devítka, všichni hráči musejí rychle položit ruku na balíček. Kdo položí ruku jako poslední, táhne 2 karty.
- Je-li zahrána nula, hráči si vymění karty po směru hry. Pokud někomu přijde do ruky od protihráče pouze jedna karta, musí říct „UNO“.
- Je-li na stole stejná karta jako má hráč v ruce, může ji přiložit ihned na balíček. Musí to stihnout dříve, než na tuto kartu přiloží svojí kartu další hráč. Pokud to úspěšně stihne, hráči mezi ním a naposledy přiloživším jsou přeskočeni.
- Pokud hráč zahraje kartu s číslem 7 může ale nemusí si s někým jiným vyměnit karty.

+2 se nemůže dát na 2 v jiné barvě